# Cihuacoatl
Cihuacōātl va ser una de les deesses de la maternitat i fertilitat de la mitologia asteca. També fou coneguda com Quilaztli.
Cihuacōātl s'associava especialment amb les llevadores, i amb les casetes on practicaven les llevadores. Està emparellada amb Quilaztli i era considerada una protectora del poble Chalmeca i patrona de la ciutat de Culhuacan. Va ajudar a Quetzalcóatl a crear la raça actual de la humanitat triturant ossos de les èpoques anteriors, anomenades dels Cinc Sols, i barrejant-los amb la seva sang. També és la mare de Mixcoatl, a qui va abandonar en una cruïlla de camins.
Cihuacōātl tenia un simbolisme polític, ja que representava la victòria de l'estat mexicà i la classe dirigent.
Encara que de vegades se la representava com una dona jove, semblant a Xōchiquetzal, sovint es mostra com una vella ferotge amb cara de crani que porta les llances i l'escut d'un guerrer. De vegades es comparava el part amb la guerra i les dones que morien en el part eren honrades com a guerreres caigudes. Els seus esperits, els Cihuateteo, estaven representats amb cares esquelètiques com Cihuacōātl. Com ella, es pensava que els Cihuateteo rondaven les cruïlles de la nit per robar nens.

## Funcionari de Tenochtitlan
El nom cihuacoatl va ser utilitzat com a títol per a un dels baixos funcionaris de Tenochtitlan, la capital asteca. El cihuacoatl supervisava els afers interns de la terra en contraposició al governant asteca, que supervisava els afers de l'estat asteca. El cihuacoatl va comandar l'exèrcit de Tenochtitlan a l'emperador. Durant el segle XV dC, Tlacaelel va servir com a cihuacoatl sota quatre emperadors: Moctezuma I, Axayacatl, Tizoc i Ahuizotl.